# 韓国国立中央図書館
韓国国立中央図書館（かんこくこくりつちゅうおうとしょかん）は、大韓民国の国立図書館である。ソウル市瑞草区盤浦洞に所在する。

## 概要

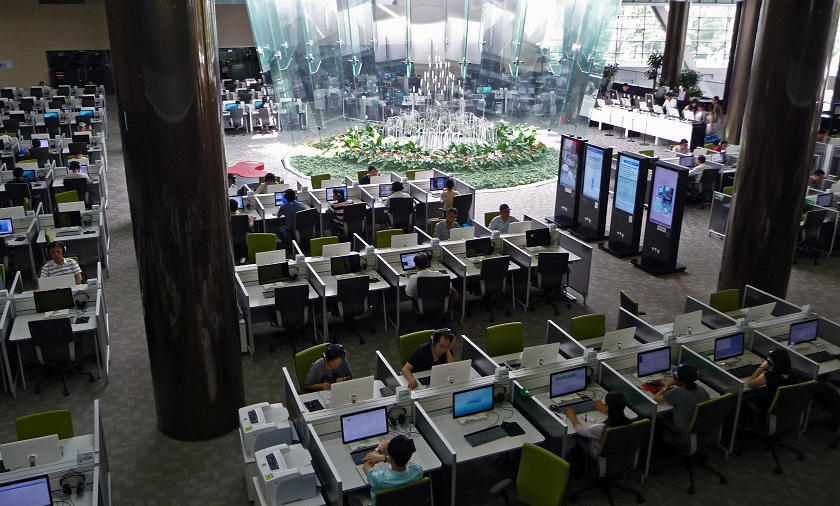
デジタル図書館メインフロア

現在の図書館沿革では1945年10月15日をその起点としているが、朝鮮総督府図書館の蔵書を継承している。2008年8月末現在、収蔵資料は約690万点。韓国最大規模の図書館である。古文献や、修士以上の学位論文、また特殊資料として北朝鮮で発行された文献も収蔵されている。
収蔵資料のうち、初期の金属活字（癸未字）で印刷された十七史纂古今通要（1402年刊行）が国宝第148号に指定されている。このほか文化財指定されているものとして、釈譜詳節（1447年刊行、宝物第523-1号）・東医宝鑑（1613年刊行、宝物第1085号）などの書籍、朝露通商条約（1885年、ソウル市有形文化財第108号）・朝英通商条約（1885年、ソウル市有形文化財第109号）などの外交文書がある。
行政組織上は文化体育観光部に所属している。韓国におけるISBN・ISSNの管理を行い、司書教育機関も附設している。
分館として、江南区駅三洞に国立子ども青少年図書館（2006年開館）がある。
また、本館に隣接した国立デジタル図書館が2009年9月に開館し、建物は地上5階、地下3階からなり、延床面積は3万8014平方メートルである。

## 沿革
- 1945年10月15日 - ソウル市中区小公洞に国立図書館として開館。
- 1963年10月28日 - 国立中央図書館に改称。
- 1965年3月26日 - 納本制度を施行。
- 1974年12月2日 - 本館を南山に移転。
- 1988年5月28日 - 本館を瑞草（現在地）に移転。
- 2004年9月15日 - 蔵書数500万冊突破。
- 2006年6月28日 - 国立子ども青少年図書館が開館。
- 2006年10月6日 - 図書館法公布（法律 第8029号）。

## 組織
- 館長
  - 企画研修部
    - 総務課
    - 企画総括課
    - 司書教育文化課
    - 国際交流広報チーム

  - 資料管理部
    - 資料企画課
    - 主題情報課
    - 政策資料課

  - デジタル資料運営部
    - デジタル総括企画課
    - デジタル情報利用課
    - 情報システム運営チーム
    - デジタル戦略チーム

## 施設
地上7階、地下1階建ての本館、地上2階、地下1階の司書研修館、地上2階、地下4階の資料保存館がある。また、北朝鮮関連の資料を集めた北朝鮮資料センターが本館5階にあり、約9万4000件の書籍や定期刊行物、視聴覚資料を保有している。

## 所属機関
- 国立児童青少年図書館
- 図書館研究所
- 国立障害者図書館支援センター

## 交通
- 地下鉄の瑞草駅・高速ターミナル駅が最寄りとなる。